# Doraster
Doraster is een geslacht van zeesterren uit de familie Zoroasteridae. De wetenschappelijke naam van het geslacht werd in 1970 voorgesteld door Maureen Downey.

## Soorten
- Doraster constellatus Downey, 1970